# Sander Eitrem
Sander Eitrem (12 februari 2002) is een Noors langebaanschaatser.
Eitrem veroverde voor Noorwegen een startplek op de 5000 meter bij de Winterspelen van 2022. De Noorse bond koos er echter voor om niet Eitrem, maar Hallgeir Engebråten naar Peking af te vaardigen. Engebråten zou brons winnen op de 5000 meter. Op de wereldkampioenschappen schaatsen allround 2022 was het andersom, en moest Eitrem de zieke Engebråten vervangen. Eitrem eindigde op de vijfde plek. Op het EK allround in Hamar eindigde Eitrem als tweede achter Patrick Roest nadat hij na drie afstanden nog eerste stond. In 2025 won hij in Heerenveen het EK allround waarmee hij de eerste Noorse EK allround kampioen werd sinds Johann Olav Koss in 1991. 

## Records

### Persoonlijke records
| Afstand     | Tijd     | Datum           | Baan       |
| ----------- | -------- | --------------- | ---------- |
| 500 meter   | 36,79    | 11 januari 2025 | Heerenveen |
| 1000 meter  | 1.13,28  | 1 november 2020 | Hamar      |
| 1500 meter  | 1.43,23  | 9 december 2022 | Calgary    |
| 3000 meter  | 3.44,70  | 29 januari 2022 | Hamar      |
| 5000 meter  | 6.04,74  | 1 februari 2025 | Milwaukee  |
| 10000 meter | 12.38,04 | 25 januari 2025 | Calgary    |

(laatst bijgewerkt: 1 februari 2025)

### Wereldrecords
| Nr. | Afstand       | Tijd     | Datum          | Baan       |
| --- | ------------- | -------- | -------------- | ---------- |
| 1.  | Achtervolging | *3.34,22 | 5 januari 2024 | Heerenveen |

* samen met  Peder Kongshaug en Sverre Lunde Pedersen

## Resultaten
| Jaar | EK Allround | WK Allround          | WK Afstanden                                     | WK Junioren             |
| ---- | ----------- | -------------------- | ------------------------------------------------ | ----------------------- |
| 2020 |             |                      |                                                  | 9e (44e, 17e, 25e, 10e) |
|      |             |                      |                                                  |                         |
| 2022 |             | 5e (8e, 8e, 6e, 4e)  |                                                  |                         |
| 2023 | · (, )      |                      | 5e 1500m DNF 10000m                              |                         |
| 2024 |             | 4e · (15e, , 8e, 4e) | 9e 1500m · 5000m · 6e 10000m · achtervolging     |                         |
| 2025 | · (6e, , )  |                      | 8e 1500m · 5000m · 5e 10000m · DNF achtervolging |                         |

(#, #, #, #) = afstandspositie op juniorentoernooi (500m, 1500m, 1000m, 5000m) of op allroundtoernooi (500m, 5000m, 1500m, 10000m).
Onofficiële Europese kampioenschappen

1891: Onbeslist ·
1892: Onbeslist · 
1946: Göthe Hedlund 

Officiële Europese kampioenschappen

1893: Rudolf Ericson · 
1894: Onbeslist ·
1895: Alfred Næss · 
1896: Julius Seyler · 
1897: Julius Seyler · 
1898: Gustaf Estlander · 
1899: Peder Østlund · 
1900: Peder Østlund · 
1901: Rudolf Gundersen · 
1902: Johan Schwartz · 
1903: Onbeslist ·
1904: Rudolf Gundersen · 
1905: Johan Vikander · 
1906: Rudolf Gundersen · 
1907: Moje Öholm · 
1908: Moje Öholm · 
1909: Oscar Mathisen · 
1910: Nikolaj Stroennikov · 
1911: Nikolaj Stroennikov · 
1912: Oscar Mathisen · 
1913: Vasilij Ippolitov · 
1914: Oscar Mathisen · 
1922: Clas Thunberg · 
1923: Harald Strøm · 
1924: Roald Larsen · 
1925: Otto Polacsek · 
1926: Julius Skutnabb · 
1927: Bernt Evensen · 
1928: Clas Thunberg · 
1929: Ivar Ballangrud · 
1930: Ivar Ballangrud · 
1931: Clas Thunberg · 
1932: Clas Thunberg · 
1933: Ivar Ballangrud · 
1934: Michael Staksrud · 
1935: Karl Wazulek · 
1936: Ivar Ballangrud · 
1937: Michael Staksrud · 
1938: Charles Mathiesen · 
1939: Alfons Bērziņš · 
1947: Åke Seyffarth · 
1948: Reidar Liaklev · 
1949: Sverre Farstad · 
1950: Hjalmar Andersen · 
1951: Hjalmar Andersen · 
1952: Hjalmar Andersen · 
1953: Kees Broekman · 
1954: Boris Sjilkov · 
1955: Sigge Ericsson · 
1956: Jevgeni Grisjin · 
1957: Oleg Gontsjarenko · 
1958: Oleg Gontsjarenko · 
1959: Knut Johannesen · 
1960: Knut Johannesen · 
1961: Viktor Kositsjkin · 
1962: Robert Merkoelov · 
1963: Nils Egil Aaness · 
1964: Ants Antson · 
1965: Eduard Matoesevitsj · 
1966: Ard Schenk · 
1967: Kees Verkerk · 
1968: Fred Anton Maier · 
1969: Dag Fornæss · 
1970: Ard Schenk · 
1971: Dag Fornæss · 
1972: Ard Schenk · 
1973: Göran Claeson · 
1974: Göran Claeson · 
1975: Sten Stensen · 
1976: Kay Arne Stenshjemmet · 
1977: Jan Egil Storholt · 
1978: Sergej Martsjoek · 
1979: Jan Egil Storholt · 
1980: Kay Arne Stenshjemmet · 
1981: Amund Sjøbrend · 
1982: Tomas Gustafson · 
1983: Hilbert van der Duim · 
1984: Hilbert van der Duim · 
1985: Hein Vergeer · 
1986: Hein Vergeer · 
1987: Nikolaj Goeljajev · 
1988: Tomas Gustafson · 
1989: Leo Visser · 
1990: Bart Veldkamp · 
1991: Johann Olav Koss · 
1992: Falko Zandstra · 
1993: Falko Zandstra · 
1994: Rintje Ritsma · 
1995: Rintje Ritsma · 
1996: Rintje Ritsma · 
1997: Ids Postma · 
1998: Rintje Ritsma · 
1999: Rintje Ritsma · 
2000: Rintje Ritsma · 
2001: Dmitri Sjepel · 
2002: Jochem Uytdehaage · 
2003: Gianni Romme · 
2004: Mark Tuitert · 
2005: Jochem Uytdehaage · 
2006: Enrico Fabris · 
2007: Sven Kramer · 
2008: Sven Kramer · 
2009: Sven Kramer · 
2010: Sven Kramer · 
2011: Ivan Skobrev · 
2012: Sven Kramer · 
2013: Sven Kramer · 
2014: Jan Blokhuijsen · 
2015: Sven Kramer · 
2016: Sven Kramer · 
2017: Sven Kramer · 
2019: Sven Kramer · 
2021: Patrick Roest · 
2023: Patrick Roest · 
2025: Sander Eitrem